# Dendrohypopterygium filiculiforme
Dendrohypopterygium filiculiforme là một loài Rêu trong họ Hypopterygiaceae. Loài này được (Hedw.) Kruijer mô tả khoa học đầu tiên năm 2002.